# Доктор Павлыш
Доктор Павлыш — персонаж целого ряда фантастических произведений Кира Булычёва. Полное имя — Владислав Владимирович Павлыш. По специальности — врач. Работает в дальних космических экспедициях в качестве судового врача.

## История создания персонажа
Павлыш — первый постоянный герой в произведениях писателя. Его прототипом является корабельный врач, с которым Кир Булычёв познакомился в 1967 году во время перехода по Северному морскому пути на сухогрузе «Сегежа», где Булычёв был корреспондентом журнала «Вокруг света».

## Произведения цикла

### «Тринадцать лет пути»
Молодой Павлыш-курсант является персонажем повести «Тринадцать лет пути» (1984), где он — один из членов экипажа экспериментального корабля «Антей», летящего вот уже сто лет к Альфе Лебедя. Экипаж меняется каждый год путём телепортации. В тот момент, когда на корабль прибывает смена, в составе которой и Павлыш, телепортационная связь с Землей обрывается. Возникает дилемма: или поворачивать назад, или лететь оставшиеся тринадцать лет до Альфы Лебедя, чтобы выполнить вековечную мечту Земли о звёздах.

### «Великий дух и беглецы»

В сборнике научной фантастики, выпуск 11, М., «Знание», 1972

В повести «Великий дух и беглецы» (1972) корабль Павлыша «Компас» терпит катастрофу. Часть экипажа погружена в анабиоз, остальные погибли при посадке на малоизученной планете Форпост, в живых остается только один Павлыш. Он смог добраться до передатчика, оставленного на планете космическими разведчиками, и передать информацию о катастрофе в галактический центр. Исследуя планету, Павлыш оказывается в центре длительного научного эксперимента, который проводит над первобытными гуманоидами Форпоста, живущими в одной закрытой от внешнего мира долине, высокоразвитая цивилизация с далекой планеты.

### «Последняя война»
В первый раз доктор Павлыш появляется в повести «Последняя война» (1970). Корабль «Сегежа», на борту которого, в частности, два негуманоидных пришельца-учёных (разумные амфибии), обладающих экспериментальной аппаратурой, способной оживлять давно умерших, высаживается на планете Муна, жители которой погибли в ходе атомной войны. Однако на планете в подземных бункерах продолжают жить участники конфликта, грозящего вспыхнуть вновь.

### «Закон для дракона»
В повести «Закон для дракона» (1975) Павлыш оказывается вынужден заменить тяжело пострадавшего врача исследовательской базы на планете Клерена. На планете база находится в центре катастрофы экосистемы, благодаря чему обстановка там почти прифронтовая: жители базы вынуждены бороться с природой этой планеты. Павлыш разгадывает загадку, благодаря чему экология местности, в которой существует база, нормализуется. В повести большое внимание уделено теме ответственности человека за состояние окружающей среды.

### «Белое платье Золушки»
Повесть «Белое платье Золушки» (1980) повествует о любви доктора Павлыша к прекрасной Марине Ким, случайно встреченной им на балу-маскараде на лунной станции. Позже он находит её на далекой космической базе. Марина — биоформ, её тело превращено в птичье для целей научного исследования дальних планет.

### «Половина жизни»
Повесть «Половина жизни» (1973) рассказывает о судьбе советской женщины Надежды Матвеевны Сидоровой из-под Калязина, волей случая ставшей живым экспонатом в зоопарке инопланетного корабля-автомата, проведшего краткосрочную разведку на Земле в августе 1956 года. Она прожила половину жизни на этом корабле-автомате, совершающем длительный облёт звёздных систем в поиске образцов животного мира. Надежда смогла найти общий язык с также захваченными в плен разумными негуманоидами, которых она называет «трепангами» из-за их внешнего сходства с этими существами. Вместе они организуют побег с корабля, однако Надежда Сидорова, отвлекая на себя удар охраны, трагически погибает, дав уйти остальным. Доктор Павлыш член экспедиции, обнаружившей мёртвый корабль-разведчик, случайно находит записки Надежды с рассказом о своей судьбе. А на планете «трепангов», спасшихся благодаря её самоотверженной помощи, как выясняется позже, стоит памятник Надежде Сидоровой, о которой там все помнят. Фотографию этого памятника вернувшаяся земная экспедиция вручает потомку Надежды, её внучке.

### «Посёлок»
В романе «Посёлок», вышедшем полным изданием в 1988 году, Павлыш появляется только во второй части. Роман посвящён истории выживания землян, в результате катастрофы своего корабля вынужденных существовать на дикой, негостеприимной планете со сложными природными и климатическими условиями. Павлыш — член краткосрочной экспедиции на эту планету, которая долгое время не подозревает, что здесь живут в отчаянном положении земляне.

### «Пленники долга»
Рассказ, обнаруженный в архиве Кира Булычёва, описывает инспекционный полёт доктора Павлыша на планету, где учёные проводят эксперименты с природой времени. С трудом приземлившись, Павлыш обнаруживает, что один из исследователей заражён смертельным вирусом, который не оставляет ему времени завершить исследование.

### «Садовник в ссылке»
Доктор Павлыш застрял на астероиде Дена и в буфете космодрома познакомился с необычным человеком, профессором Гурием Ницем. Тот не разрешал называть себя профессором, врал, что не имеет авторского экземпляра своей новой книги и пребывал на астероиде как бы не по своей воле. Позднее Павлыш выяснил, что книгу (второй том «Мёртвых душ») тот написал, переместившись во времени и скопировав у Гоголя ещё не сожжённую рукопись. Окрылённый успехами по исправлению досадных ошибок истории, Ниц совершил в прошлом другой поступок, но уже не столь благородный и, чем чёрт не шутит, мог совершить ещё один, на этот раз криминальный. Поэтому его, от греха подальше, и отправили на Дену. На астероиде он применил свой второй дар — агрономический, создав замечательную оранжерею.